# Nathalie Six
Pour les articles homonymes, voir Six (homonymie).
Nathalie Six, née le 30 mai 1967, est une ancienne coureuse cycliste française.

## Biographie
Françoise Six née française a remporté vingt deux victoires dans les critériums belges entre 1988 et l'an 2000.

## Palmarès
- 1987
  - 3e du Grand Prix France
- 1988
  - Meerbeke
  - 3e étapes du Tour de Bretagne
  - 2e de Wervik
- 1989
  - Chrono champenois - Trophée Européen
  - Duo normand Féminin (avec Pascale Dernoncourt)
- 1991
  - 2e du Tour du Territoire de Belfort
- 1992
  - 2e du Duo normand Féminin (avec Laurence Bens)
- 1993
  - 3e du Duo normand Féminin (avec Laurence Bens)
- 1994
  - 3e de Wervik
- 1995
  - Essor Mayennais
    - Classement général
    - 1re étape
- 1996
  - Le Bizet
- 1997
  - Hennuyeres
  - 2e de Le Bizet
- 1998
  - Hennuyeres
  - 2e du Linda`s Klimtrofee - Geraardsbergen
- 1999
  - Bornem
- 2000
  - Geluveld

### Grands tours

#### Tour de France
- Tour de France 1988 : 60e